# Saltoluokta
Ej att förväxla med Staloluokta. 

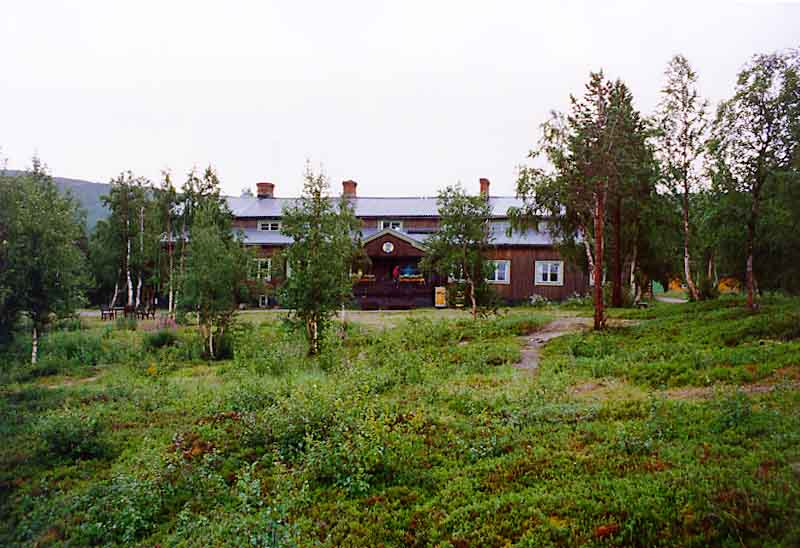
Huvudbyggnaden, Saltoluokta fjällstation.

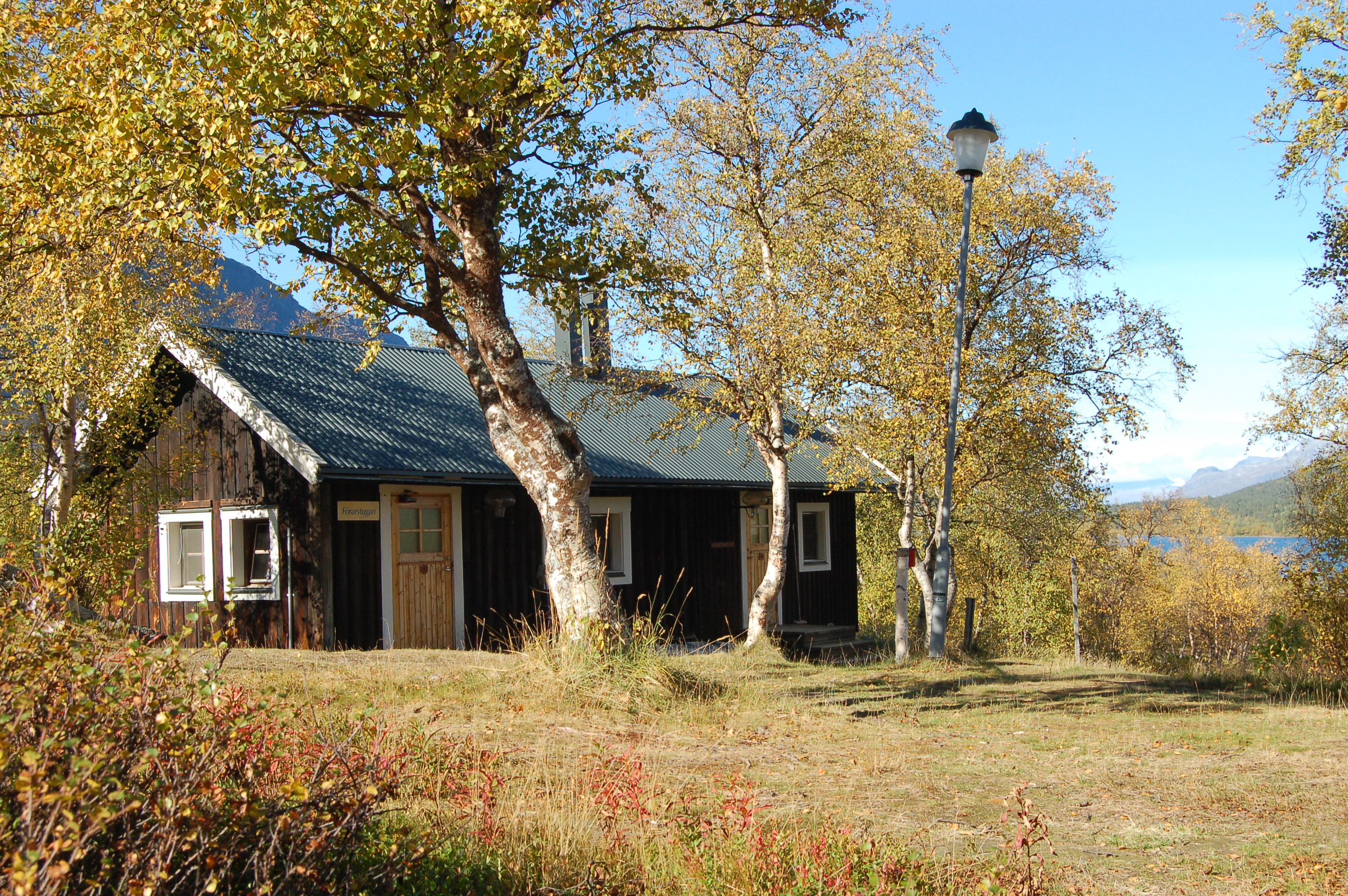
Förarstugan, Saltoluokta fjällstation.

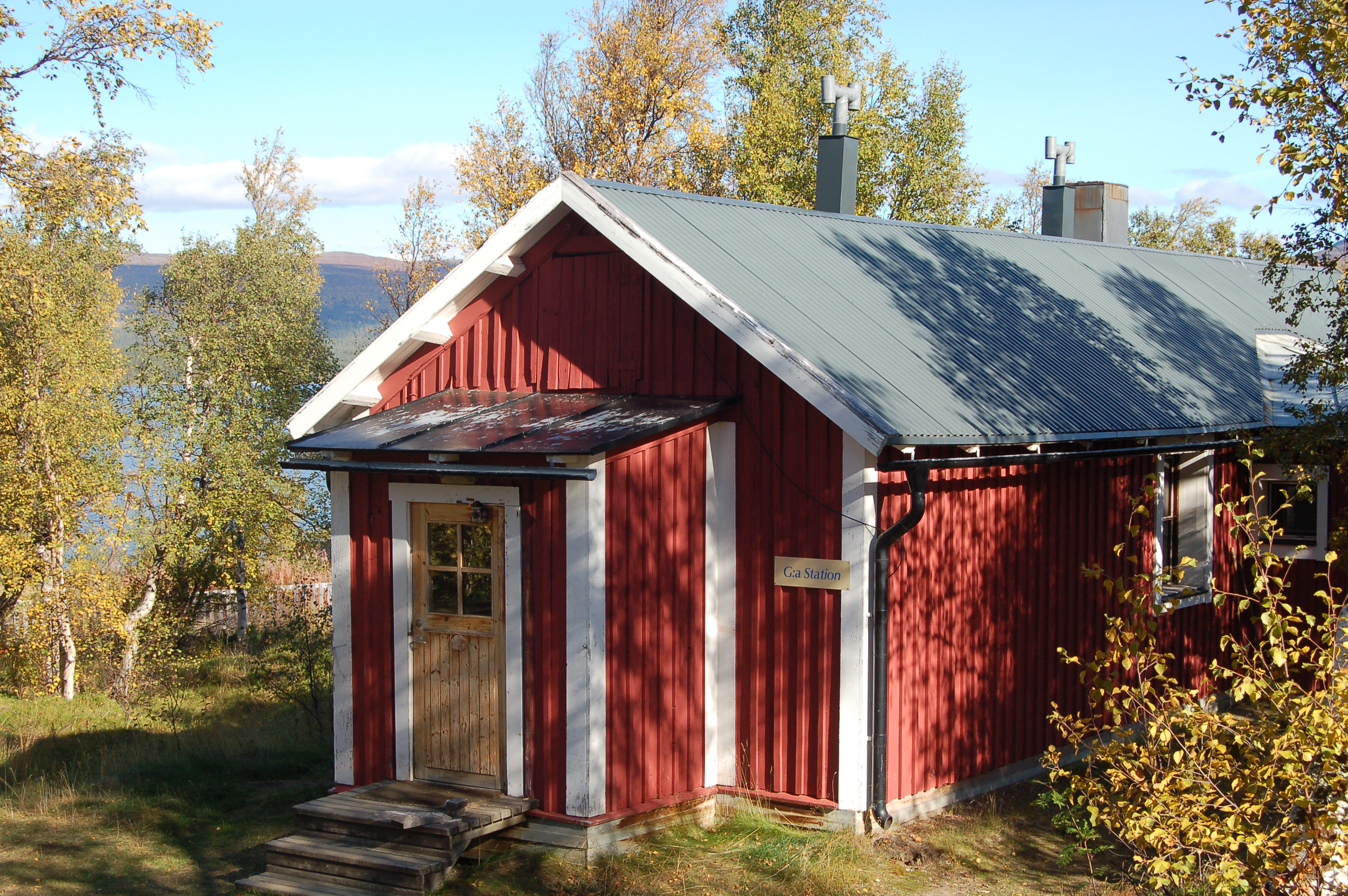
Gamla stationen, Saltoluokta fjällstation.

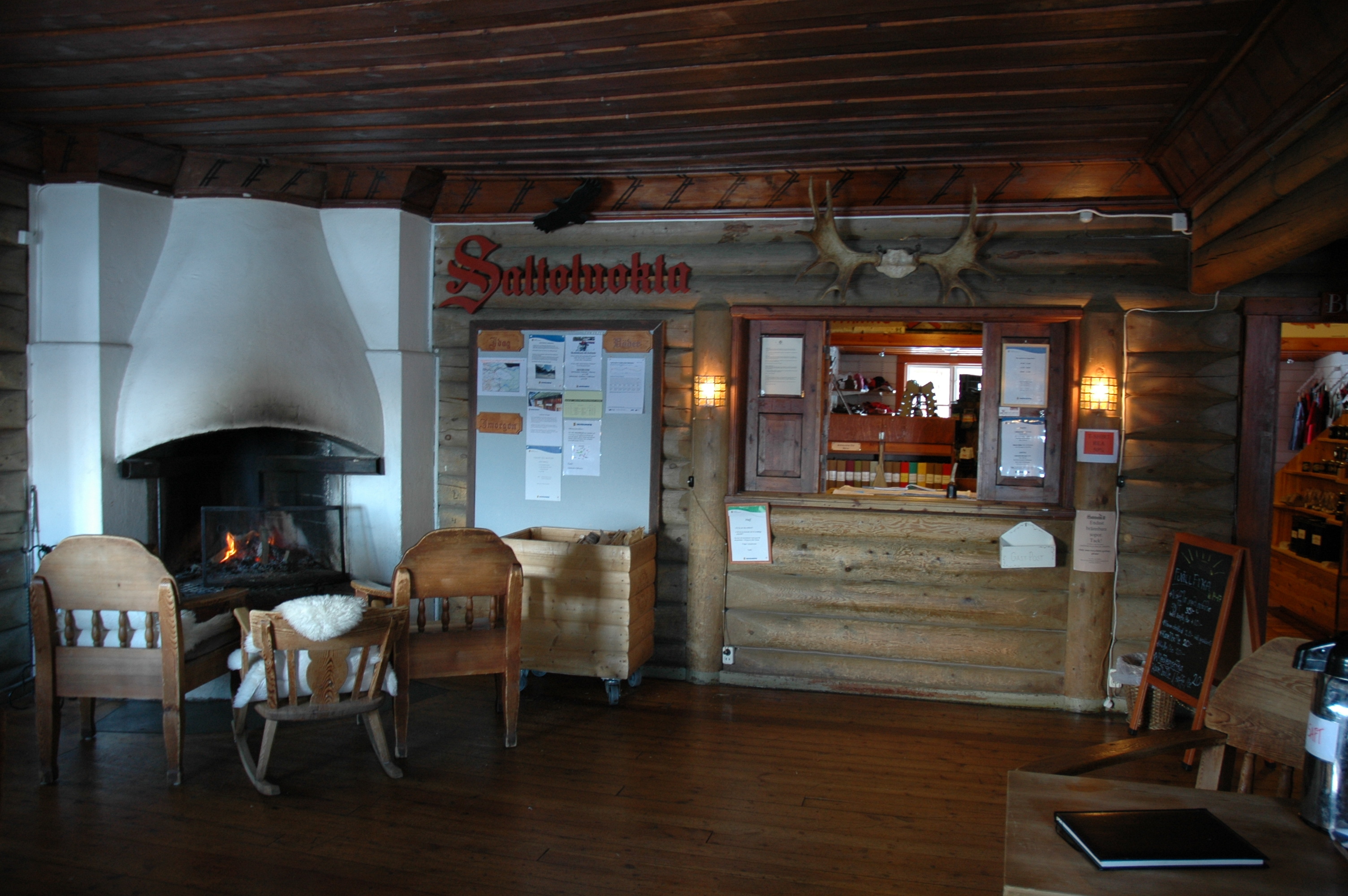
Receptionen, Saltoluokta fjällstation.

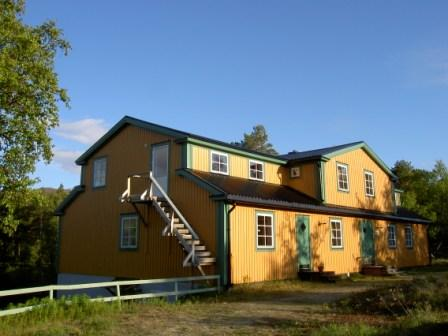
Laponia, Saltoluokta fjällstation.

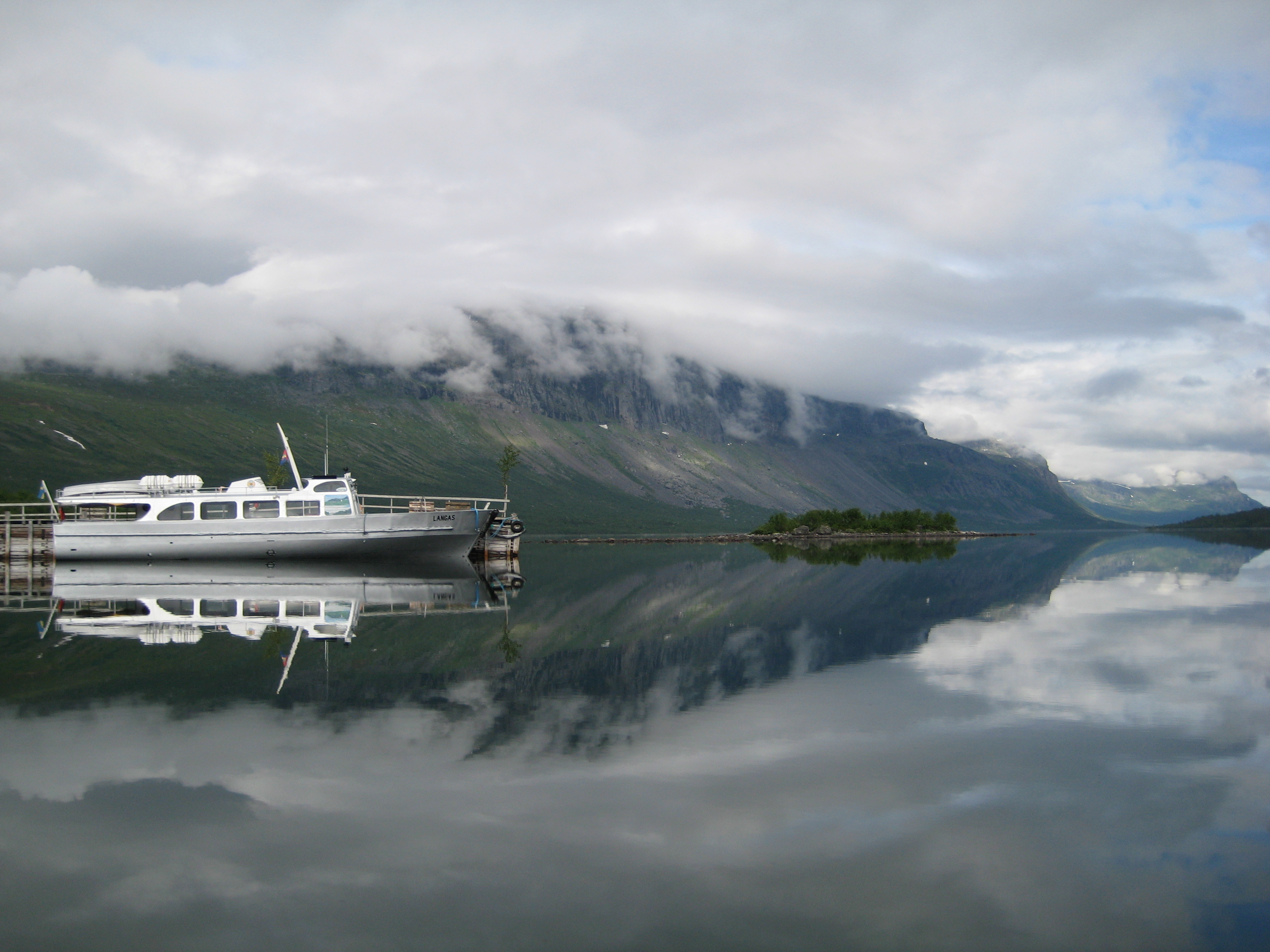
M/S Langas vid Saltoluokta fjällstation.

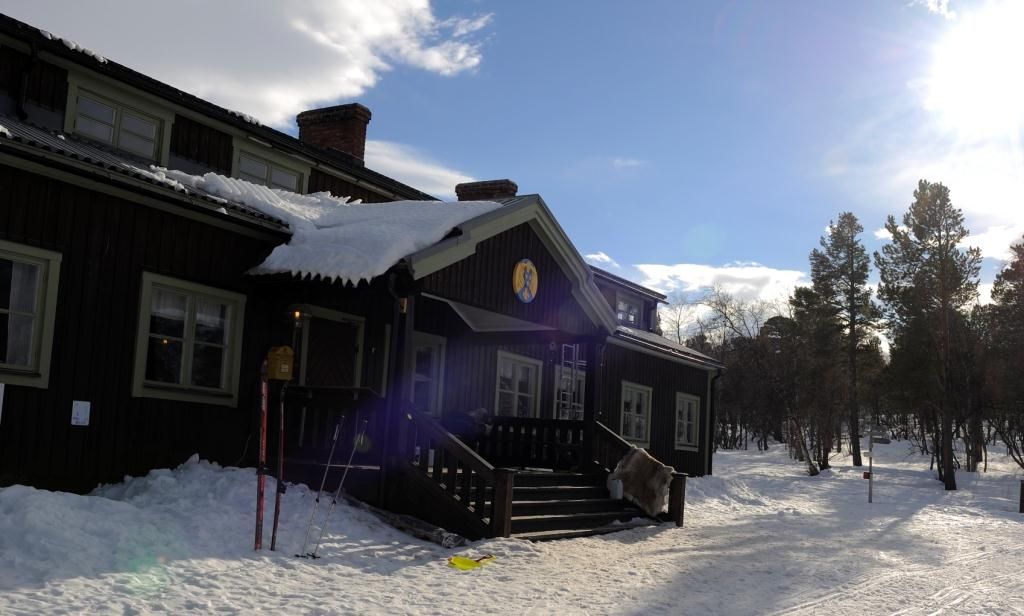
Huvudbyggnaden, Saltoluokta fjällstation.

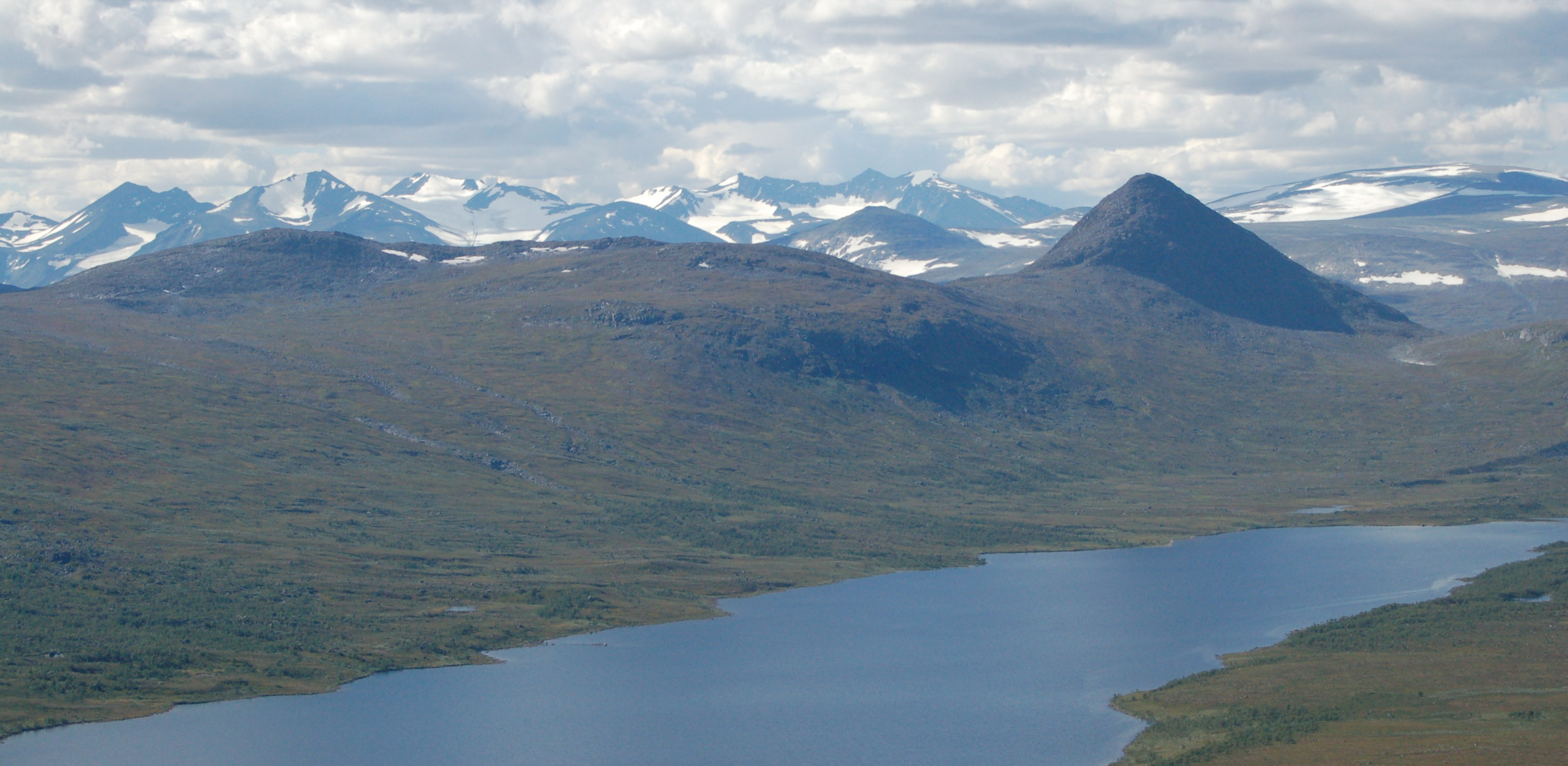
Vy mot Sarek från Kierkau nära Saltoluokta.

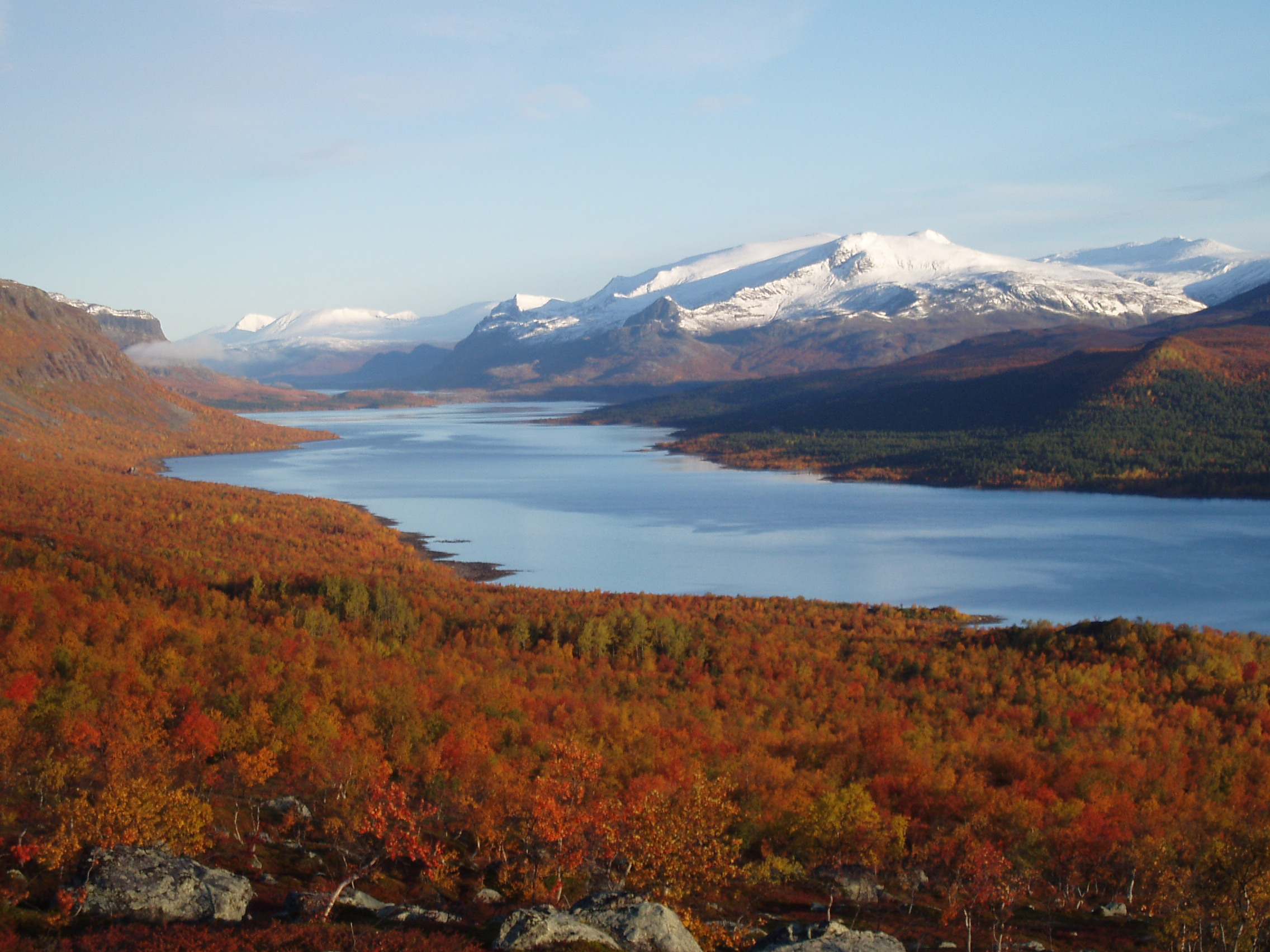
Saltoluokta i september.

Saltoluokta är en fjällstation och sameviste, som ligger 120 kilometer från Gällivare i väglöst land på kommungränsen mellan Gällivare och Jokkmokk. Saltoluokta ligger mindre än en kilometer från Stora Sjöfallets nationalpark och världsarvet Laponia och är en populär utgångspunkt för vandrare i Sarek.

## Historik
Platsen har länge varit ett av Sirges samebys vår-, sommar-, och höstvisten.
Svenska Turistföreningen (STF) kom till området 1890 och byggde Sjöfallsstugan strax nedanför Stora Sjöfallet. Ett tjugotal år senare behövdes fler sängplatser för dem som besökte platsen med ett av norra Europas största vattenfall, Stora Sjöfallet. Då platsen låg i det ursprungliga området för Stora Sjöfallets nationalpark som bildades 1909, valde STF att flytta utanför nationalparksgränsen. Man valde då att bygga på sandåsarna i Saltoluokta, en kilometer nedanför nationalparksgränsen, där Kungsleden går vidare söderut. Till att börja med byggde man Gamla stationen 1912 och året efter byggdes förarstugan strax intill. Saltoluoktas huvudbyggnad ritades av arkitekt John Åkerlund, byggdes under 1918 och utökade bäddantalet på anläggningen till cirka 70 bäddar. Stationens senaste tillskott av byggnader kom i början av 1980-talet då servicebyggnaden Nåiden byggdes och i mitten av 1990-talet då annexet Laponia byggdes. Idag har stationen cirka 100 bäddar och restaurang, enklare affär och uthyrning av sportartiklar. Stationens huvudbyggnad är till stora delar i originalskick, med möbler och inredning från 1918.

## Service
I huvudbyggnaden finns restaurang och kiosk. I servicebyggnaden Nåiden finns bastu, dusch, torkrum och självhushållskök. Det finns också en uthyrningsavdelning.

## Öppettider
Saltoluokta är en fjällstation med säsongsbaserade öppettider, vilket gör att de kan variera från år till år. Som regel är vintersäsongen från mitten av februari till början av maj och sommarsäsongen från början av juni till mitten av september.

## Kommunikation
För att ta sig till Saltoluokta Fjällstation behöver man ta sig över sjön Langas från Kebnatsbryggan, vilket man sommartid gör med M/S Langas, en resa på ungefär 10 minuter. Under vintern är det en skid- eller skoterresa på 3 km längs vinterleden.
Bil
Från E45 mellan Gällivare och Jokkmokk sex km norr om Porjus finns en väg västerut (78 km) till Kebnats.
Buss
Buss 93 går dagligen mellan Gällivare och Kebnats och på vägen stannar den i Porjus med bussanslutning från Jokkmokk.
Flyg
Det går att flyga från Stockholm Arlanda till Lapland Airport i Gällivare.
Tåg
SJ kör dagliga nattåg från Stockholm till Gällivare. Från Gällivare finns anslutande buss 93 till Kebnats.

## Natur och omgivning
Saltoluokta är beläget vid sjön Langas som är del av Stora Lule älv och Stora Sjöfallets nationalpark. En knapp mil uppströms (väst, nordväst) ligger Stora Sjöfallet som innan dammbyggena var ett av Europas största vattenfall. Mellan Saltoluokta och Stora Sjöfallet längs sjöns södra strand ligger fjället Kierkau och vyn från Saltoluokta mot Stora Sjöfallet är en väl känd och ofta avbildad siluett som bland annat kan ses på Stockholms centralstation. 
Från Kierkaus topp, som är en kortare vandring från Saltoluokta, ser man långt in i nationalparken Sarek. 
Söder om Kierkau och 5 km från Saltoluokta ligger sjön Petsjaure med rödingfiske.
Söderut längs Kungsleden ligger Sitojaure som är en fjällstuga som drivs av Svenska Turistföreningen; därifrån kan man fortsätta ner mot Kvikkjokk och vidare mot Hemavan. 
Nordväst om stationen längs Stora Lule älv och i slutet på Langas finns utloppet från Vietasdammen och en bit längre upp ligger Suorvadammen och sjön Kårtjejaure.

## Vandring och turskidåkning
Saltoluokta ligger längs Kungsleden. Många väljer att starta eller sluta sin längre vandringstur i Saltoluokta. Även Sarekvandrare utgår ofta från Saltoluokta.
Under vintersäsong är det många turskidåkare som kommer till Saltoluokta för att åka skidor längs Kungsleden eller in i Sarek.

## Saltoluokta Folkmusikfestival
Varje år i månadsskiftet juni/juli arrangeras en folkmusikfestival på Saltoluokta där både välkända och lokala folkmusiker intar scenen. Festivalen hölls för första gången 1977 och sedan dess har 36 festivaler hållits.

## Avbildning på Stockholms centralstation
Vid ombyggnaden av Stockholms centralstation 1927 och tillkomsten av den nya Centralhallen utfördes på den östra sidan av vänthallen åtta väggmålningar med olika landskapsmotiv från Sverige. De är skapade av konstnärerna John Ericsson och Natan Johansson. Saltoluokta med Stora Sjöfallet är motivet på den första målningen från norr.